# Rudolf Rieck
Rudolph (Rudolf) Hermann Rieck (* 12. August 1846 in Greiz; † 15. Juli 1924 in Arnstadt) war ein deutscher Fabrikant und Politiker.

## Leben
Rieck war der Sohn des Juweliers und Goldarbeiters Franz Ludwig Rieck und dessen Ehefrau Seraphine Ottilie geborene Sachsenröder. Er war evangelisch-lutherischer Konfession und heiratete am 6. Mai 1873 in Arnstadt Minna Louise Maempel (* 2. Juli 1851 in Arnstadt; † 14. Juli 1911 ebenda), die Tochter des Abgeordneten Fritz Maempel. Rudolph Lucas war ein Schwager.
Rieck machte eine kaufmännische Lehre und war als Reisender für die Firma C.B. Maempel tätig. Nach der Hochzeit mit der Tochter des Inhabers wurde er zunächst Mitinhaber und später alleiniger Inhaber der Firma C.B. Maempel. 1900 wurde er Mitglied der neu gegründeten Handelskammer für das Fürstentum Schwarzburg-Sondershausen. Er stand der Kammer von 1900 bis zur Auflösung 1923 als Präsident vor.
Er war ehrenamtliches Mitglied des Vorstandes des Schwarzburgischen Hypothekenbank. Daneben war er in einer Vielzahl von Aufsichtsräten tätig. So war er von 1896 bis 1924 Aufsichtsrat bei der Schwarzburgischen Landesbank in Sondershausen und der Gothaer Feuerversicherungsbank auf Gegenseitigkeit. Er war seit der Gründung Mitglied und Vorsitzender des Aufsichtsrates der thüringischen Nadel- und Stahlwarenfabrik Wolff, Kippenberg  Co. AG in Ichtershausen und nach deren Übernahme durch die Rheinischen Nadelfabriken AG im dortigen Aufsichtsrat. Weiterhin gehörte er dem Aufsichtsrat der Gewerkschaft Glückauf in Sondershausen an.
Rieck war Mitgründer und langjähriger Vorsitzender des Kriegerbundes in Arnstadt, Mitglied der Museumsgesellschaft Arnstadt, Mitglied und Vorstand im Schwimmbad-Verein Arnstadt und Mitglied der Freimaurer-Loge „Zu den drei Gleichen“ in Arnstadt (1903 bis 1913 als deren Meister vom Stuhl).
Politisch war er Anhänger des Freisinns und später Mitglied der DDP. Bei der Reichstagswahl 1887 gehörte er zum Wahlkomitee des liberalen  Carl de Ahna gegen den linksliberalen Mandatsinhaber Gustav Lipke im Reichstagswahlkreis Fürstentum Schwarzburg-Sondershausen. Bei der Reichstagswahl 1898 gehörte er zum Wahlkomitee der Freisinnigen Vereinigung.
Er war von 1891 bis zum 31. Dezember 1903 Mitglied des Gemeinderates in Gehren. Vom 3. August 1892 bis zum 26. Januar 1916 war er Abgeordneter im Landtag des Fürstentums Schwarzburg-Sondershausen. Er wurde zunächst im Wahlkreis für allgemeine Wahlen 4 und ab 1896 im Wahlkreis der Höchstbesteuertsten in der Oberherrschaft gewählt.
Er wurde 1900 mit dem Titel eines Kommerzienrates ausgezeichnet. Am 7. August 1894 erhielt er das fürstlichen Ehrenkreuz III. Klasse, am 21. August 1913 der II. Klasse und am 22. April 1916 dazu Eichenbruch.